# باري ميرفي (سياسي)
باري ميرفي (بالإنجليزية: Barry Murphy)‏ هو سياسي أسترالي، ولد في 13 مايو 1939 في محافظة بايرنسدال في أستراليا. حزبياً، نشط في حزب العمال الأسترالي. وقد انتخب عضو المجلس التشريعي الفيكتوري.